# فرودگاه لیف رپیدز
فرودگاه لیف رپیدز (به انگلیسی: Leaf Rapids Airport) یک فرودگاه همگانی با کد یاتا YLR است که یک باند فرود آسفالت دارد و طول باند آن ۹۱۴ متر است. این فرودگاه در کشور کانادا قرار دارد و در ارتفاع ۲۹۲ متری از سطح دریا واقع شده است.